# Lista d'attesa (album)
Lista d'attesa è l'album di debutto del cantante italiano Gianni Dei, pubblicato nel 1988 dalla Top Records.

## Tracce
Lato A
1. Nei miei pugni stai (I Wanna Hear It from Your Lips) (C. Malgioglio, E. Carmen, D. Pitchford)
2. Succede... (M. B. Minniti, R. Rosati)
3. Ho il cuore fragile (When Your Heart Is Weak) (C. Malgioglio, Gipi, P. Kingsbery)
4. Mi compro una Cadillac (Geronimo's Cadillac) (C. Malgioglio, Gipi, D. Bohlen)
5. Una spada una speranza (C. Malgioglio, M. Pani)

Lato B
1. Cosa cambia (S. Specchia, G. Palma)
2. La voglia (C. Malgioglio, Eliop, C. Castellari)
3. Far l'amore con te (C. Malgioglio, R. Carlos, E. Carlos)
4. Con il cuore in mano (Écris-moi) (P. Bachelet)
5. Più solitario di così (Solitaire) (C. Malgioglio, N. Sedaka, P. Cody)